# Modrzewie (Couïavie-Poméranie)
Pour les articles homonymes, voir Modrzewie.
Modrzewie est une localité polonaise de la voïvodie de Couïavie-Poméranie et du powiat de Lipno,.